# Palacio de Europa (Estrasburgo)
El Palacio de Europa es un edificio ubicado en Estrasburgo y es la sede del Consejo de Europa, el cual no debe confundirse con el Consejo de la Unión Europea, cuya sede está en Bruselas, ni con el Consejo Europeo, también en Bruselas, en el Edificio Europa.

## Ubicación
El Palacio de Europa se encuentra en el «barrio europeo», al norte de Estrasburgo, a unos dos kilómetros al noreste de la Gran Isla de Estrasburgo, centro histórico de la ciudad, donde confluyen las aguas del río Ill con las del canal del Marne al Rin.

El lugar está comunicado por la línea E del tranvía de Estrasburgo, estación de Derechos Humanos, y por las líneas de autobús L6, 30 y 72, parada del Consejo de Europa.

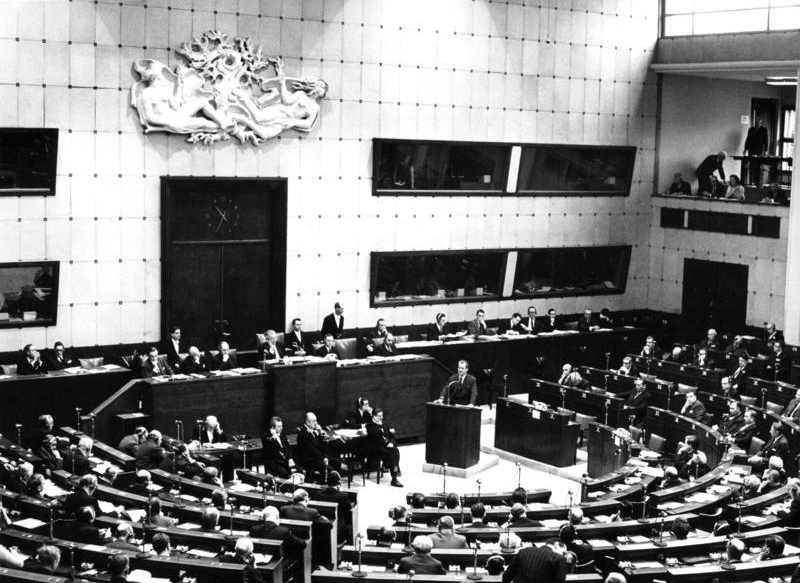
Una sesión de la Asamblea del Consejo de Europa en enero de 1967, en la Maison de l'Europe, que estaba en el sitio del actual Palais de l'Europe.

## Historia
El edificio fue diseñado por el arquitecto Henry Bernard y fue inaugurado en 1977.
El primer edificio donde se asentó el Consejo de Europa, desde su creación en 1949, fue el edificio principal de la Universidad de Estrasburgo. Luego, entre 1950 y 1977, las reuniones del consejo tuvieron lugar en un edificio temporal de hormigón desprovisto de estética y puramente funcional: la Maison de l'Europe, o Casa de Europa, (diseñada por el arquitecto Bertrand Monnet y construida en 1949). Fue destruido en 1977 y reemplazado al césped actual que conduce al Palacio de Europa.

Hasta la construcción del edificio Louise Weiss en 1999 en la orilla opuesta del río Ill, el Consejo de Europa compartió el hemiciclo del Palacio de Europa con el Parlamento Europeo.

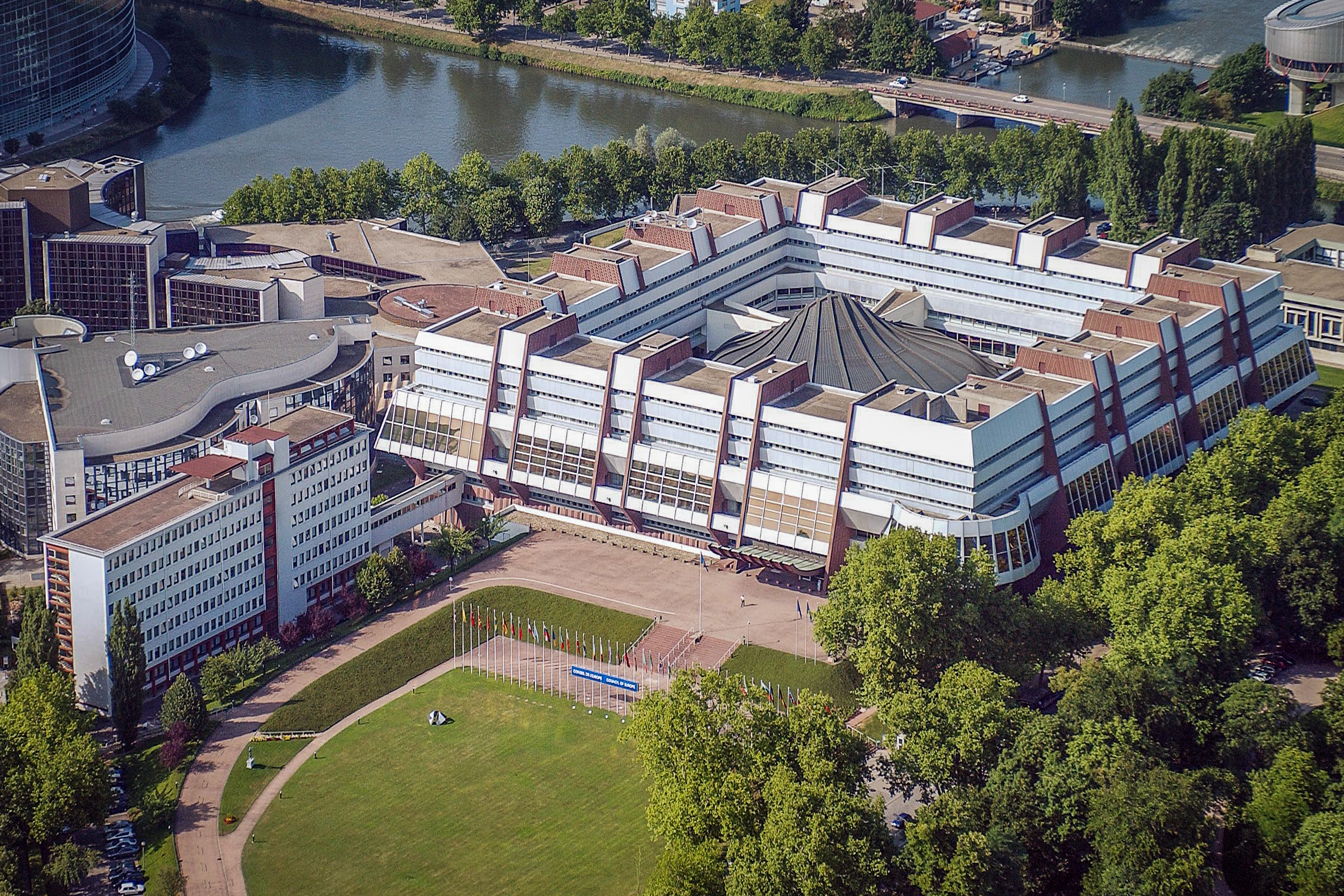
Vista aérea del Palacio de Europa.

## Descripción
El Palacio de Europa es un edificio de arenisca, vidrio y acero que muestra exteriormente un edificio de colores rojo, plateado y marrón.
Mide 106 metros en cada uno de sus lados y 38 metros de altura (nueve pisos) «debía representar la fuerza y la plenitud de Europa según la visión de Bernard». Su superficie total es de 64 000 metros cuadrados. 
Cuenta con diecisiete salas de reuniones y alrededor de 100 oficinas para el personal de la secretaría del Consejo de Europa y el hemiciclo de la Asamblea Parlamentaria, sede de la primera asamblea parlamentaria internacional de la historia.

En el exterior se muestran el conjunto de las 47 banderas de los Estados miembros indicando la fecha de su adhesión.

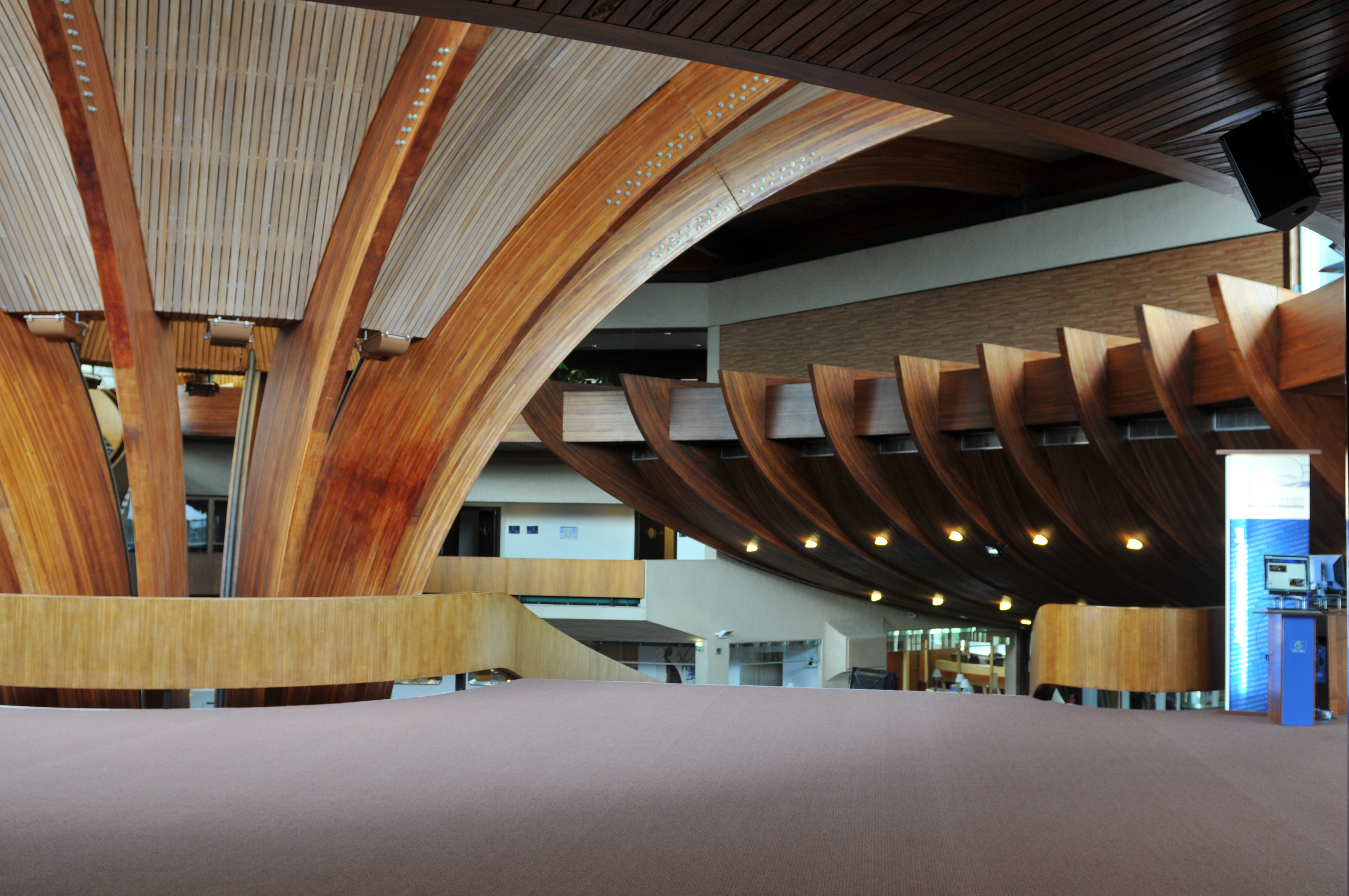
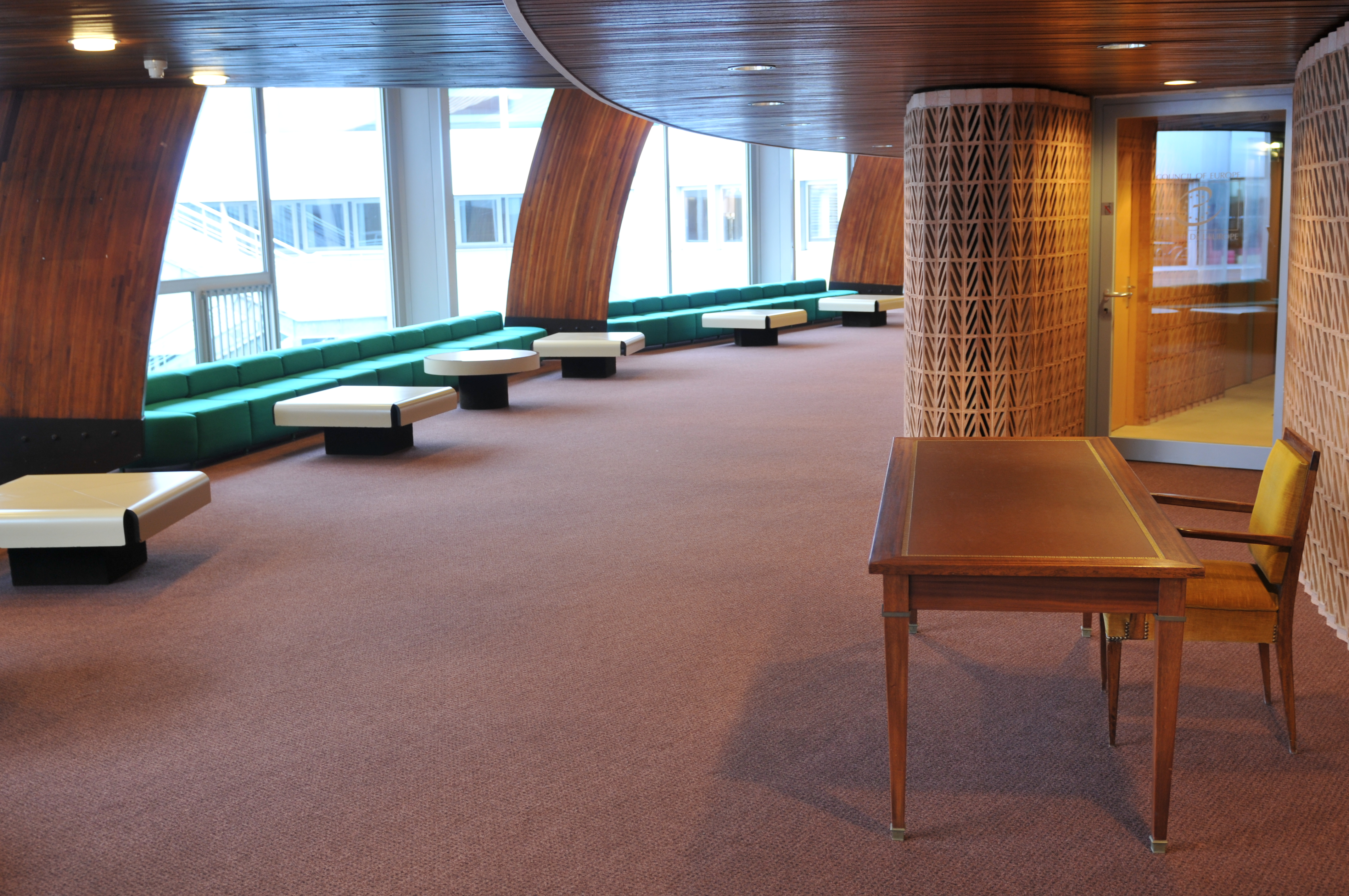

## Filatelia

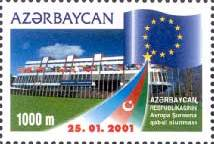
Azerbaiyán, 2001
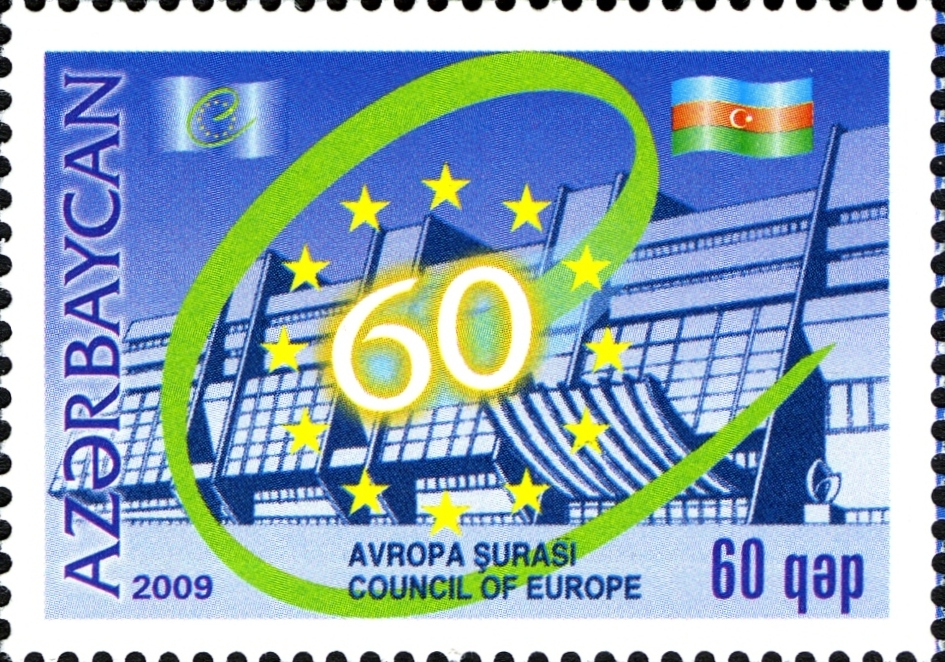
Azerbaiyán, 2009
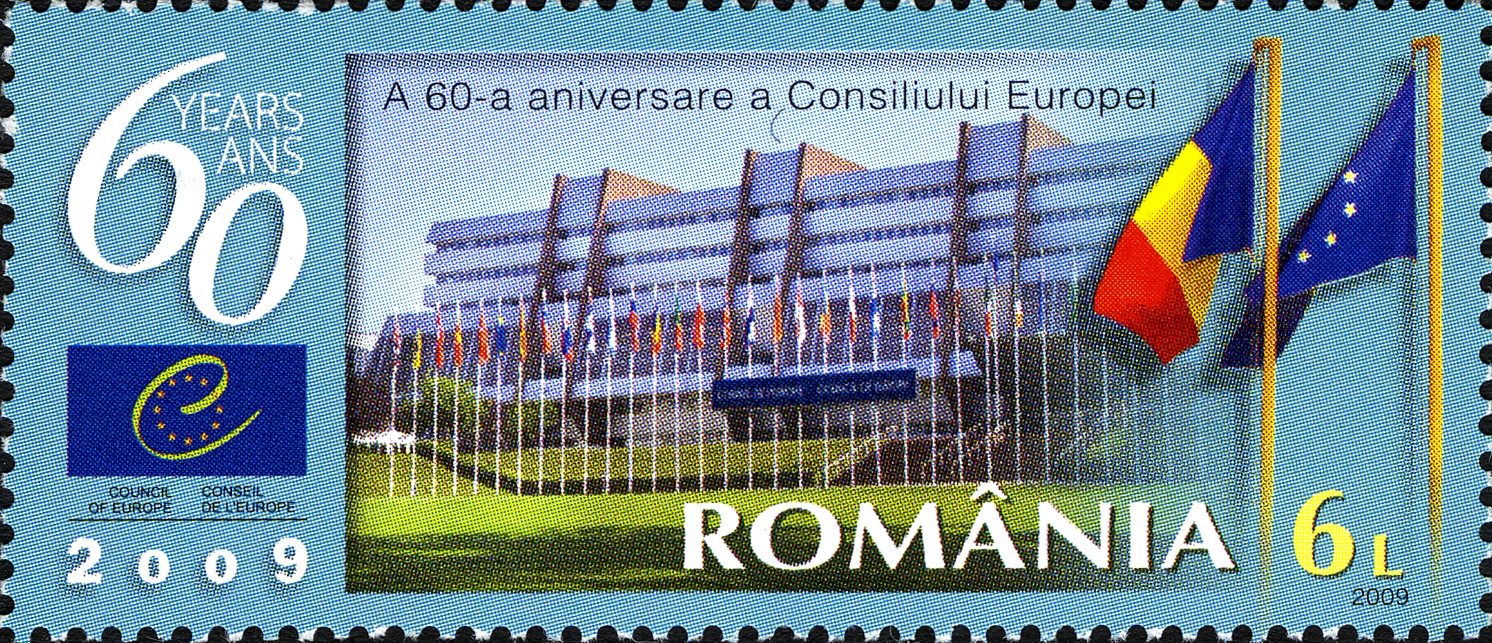
Rumania, 2009